# Туркови
Туркови (пол. Turkowy) — село в Польщі, у гміні Пежув Кемпінського повіту Великопольського воєводства.
Населення — 407 осіб (2011).
У 1975-1998 роках село належало до Каліського воєводства.

## Демографія
Демографічна структура станом на 31 березня 2011 року:
|          | Загалом | Допрацездатний вік | Працездатний вік | Постпрацездатний вік |
| -------- | ------- | ------------------ | ---------------- | -------------------- |
| Чоловіки | 194     | 30                 | 135              | 29                   |
| Жінки    | 213     | 52                 | 112              | 49                   |
| Разом    | 407     | 82                 | 247              | 78                   |